# 테셴 여공작 마리아 크리스티나
테셴 여공작 마리아 크리스티나(독일어: Herzogin Maria Christina von Teschen, 1742년 5월 13일 ~ 1798년 6월 24일)는 프란츠 1세와 마리아 테레지아 사이에서 태어난 딸로, 어머니인 마리아 테레지아와 같은 날에 태어나 마리아 테레지아가 아낀 딸이었다.

## 생애

### 마리아 테레지아의 편애

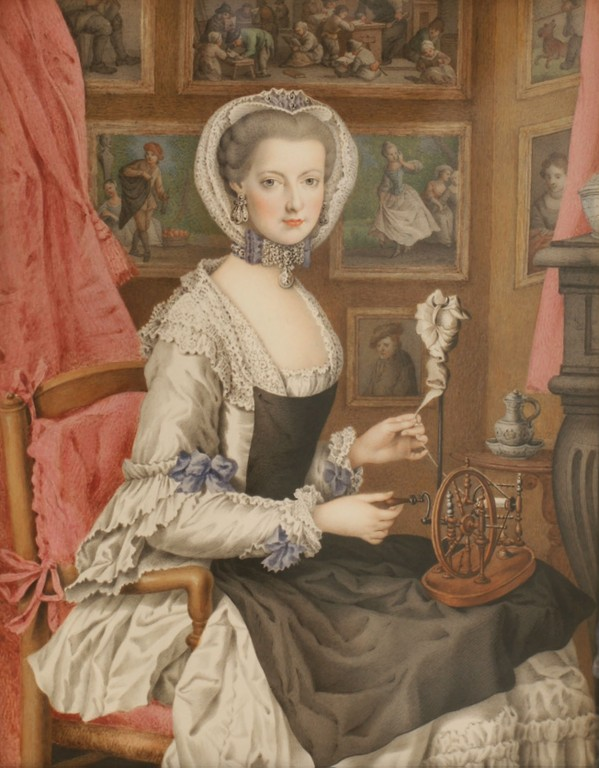
마리아 크리스티나가 그린 자화상

그녀는 아름답고 똑똑하기도 하였으며, 예술에 재능을 가지고 있기도 하였지만, 마리아 테레지아는 자신과 생일이 같다는 이유로 그녀를 편애하기 시작하였다. 그녀는 매우 영악하여서 모후의 편애를 믿고 남매들 사이에서 일어나는 안 좋은 일들을 일러바치거나 잔소리를 하기도 했다. 이런 모후의 엄청난 총애는 다른 남매들의 질투를 일으켰는데, 이는 나중에 마리아 크리스티나 부부가 유럽 각국의 군주나, 군주 배우자가 된 자신의 남매들을 찾아갔을 때 오스트리아 여대공이 아닌 일개 귀족의 대우를 받게 하는 원인이 된다. 하지만 자신의 오빠의 첫 아내였던 파르마의 이사벨라와는 친구 이상의 사이로 발전한다.

### 결혼
마리아 테레지아는 그녀에게만은 정략 결혼이 아닌 원하는 상대와 결혼할 수 있도록 허락해주었는데, 자신과 육촌 관계였던 작센 공자 알베르트와 결혼하게 된다. 알베르트는 사남이었기 때문에 작센 선제후국을 물려받을 공자도 아니었으며, 다른 작위를 가지고 있지도 않았지만 마리아 테레지아는 자신이 아끼는 딸의 결혼이었으므로 엄청난 지참금과 테셴 공작령과 락센부르크 성을 결혼 선물로 주고, 후에는 오스트리아령 네덜란드의 총독 자리까지 준다. 그녀의 신분이 알베르트의 신분보다 훨씬 높았으며, 마리아 크리스티나 측으로부터 여러 작위가 주어졌으므로, 마리아 크리스티나는 합스부르크로트링겐의 성(姓)을 유지하였다.

### 자녀

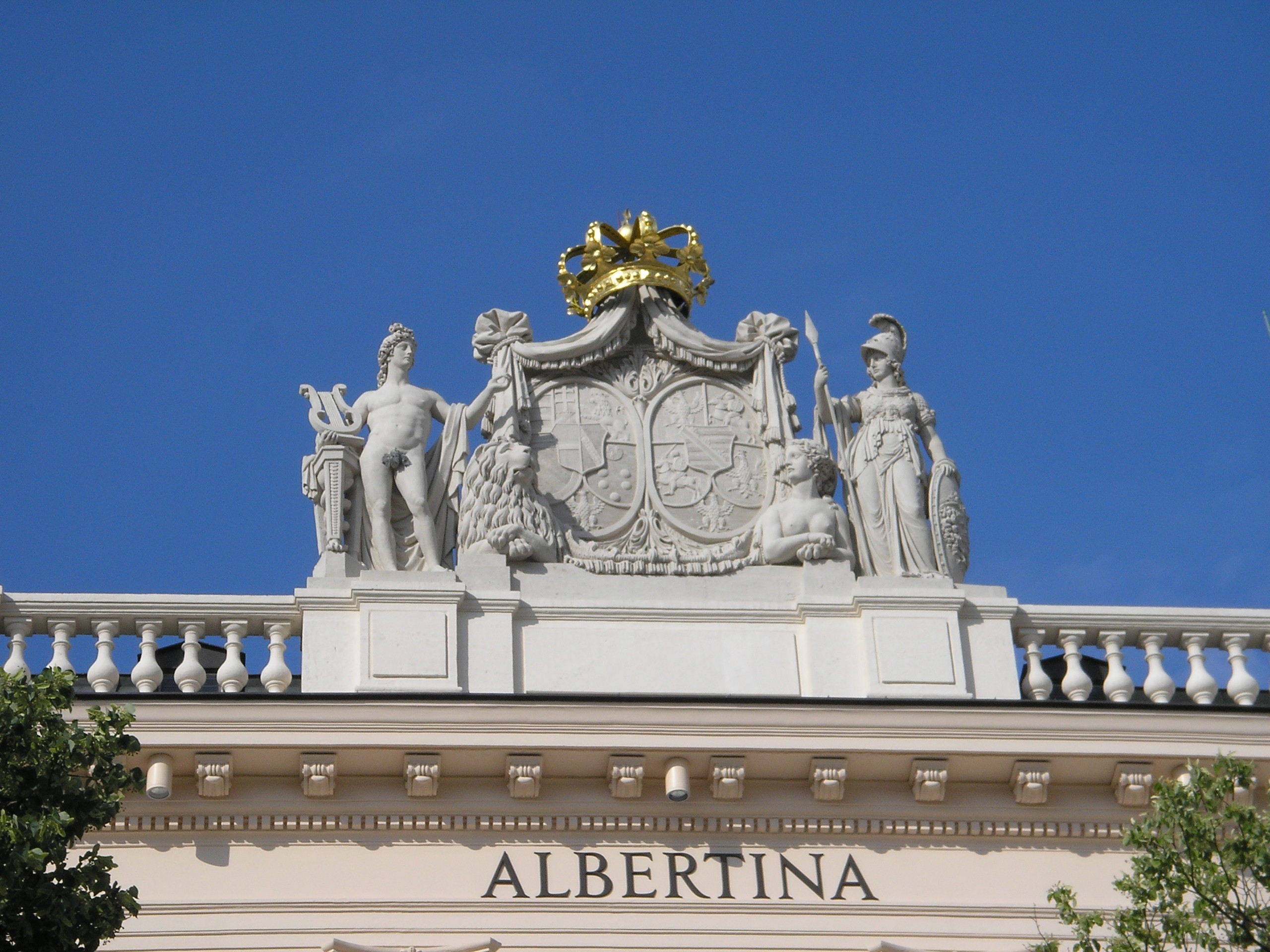
그녀와 알버트의 문장이 새겨진 동상

그녀는 테셴 공작 알베르트 사이에서 크리스티나란 딸을 낳지만, 난산으로 산모와 아기 모두 죽을 뻔 한다. 마리아 크리스티나는 살아났지만 아기는 다음 날 사망하였다. 이후 그녀는 아이를 낳을 수 없어 자신의 동생이었던 레오폴트와 양시칠리아의 마리아 루도비카 사이에서 태어난 아들 카를 대공을 입양하였다. 마리아 크리스티나 사후 카를이 테셴 공작위를 이어받는다.

## 사망
그녀는 사후 빈에 있는 황실 묘지 토스카나 구역에 묻혔으며 먼저 죽은 친딸 크리스티나가 묻힌 곳에 합장되었다. 아우구스티네르키르허에는 유명한 움직이는 동상이 있는데, 이는 그녀의 남편인 테셴 공작 알베르트가 그녀를 기리기 위하여, 세운 것이다.

## 참조
- Friedrich Weissensteiner, Die Töchter Maria Theresias, Heyne 1999 (독일 서적)